# Вилађо Санаторијале Е. Морели (Сондрио)
Вилађо Санаторијале Е. Морели је насеље у Италији у округу Сондрио, региону Ломбардија.
Према процени из 2011. у насељу је живело 1 становника. Насеље се налази на надморској висини од 1072 м.